# 河东柳氏
河东柳氏，是中国古代一个以河东郡为郡望的柳姓士族，与河东裴氏、河东薛氏并称“河东三著姓”，属于关中郡姓。
《元和姓纂》所记，秦灭六国，柳氏迁于河东郡。秦末，柳安居于解县，为河东柳氏始祖。故后世子孙以解县为故里，称河东郡解县人。汉晋之际，为地方豪族。永嘉之乱，衣冠南渡。河东柳氏虽渡江甚晚，仍为南朝一流士族。柳元景、柳世隆叔侄二人被认为是确立河东柳氏在南朝地位的关键人物。

## 房支
以东眷、西眷最为知名。

## 延伸阅读
- 河東獅吼